# Mistrzostwa Świata Mężczyzn w Curlingu 1974
Mistrzostwa Świata Mężczyzn w Curlingu 1974 zostały rozegrane w Allmend Eisstadion, w Bernie, w Szwajcarii, w dniach 18 - 23 marca. Rywalizowało ze sobą 10 reprezentacji.

## Reprezentacje
| Kraj              | Reprezentanci                                                                 |
| ----------------- | ----------------------------------------------------------------------------- |
| Dania             | Flemming Pedersen, Arne Pedersen, Arvid Petersen, Hans Henriksen              |
| Francja           | Pierre Duclos, Raymond Bouvet, Maurice Mercier, Aldo Merlin                   |
| Kanada            | Hector Gervais, Ron Anton, Warren Hansen, Darrel Sutton                       |
| RFN               | Manfred Räderer, Franz Sperger, Hansjörg Jacoby, Roland Liedtke               |
| Norwegia          | Sjur Loen, Hans Bekkelund, Morten Søgaard, Hans Økelsrud                      |
| Stany Zjednoczone | Bud Somerville, Bob Nichols, Bill Strum, Tom Locken                           |
| Szkocja           | Jimmy Waddell, Jim Steele, Robert Kirkland, Willie Frame                      |
| Szwajcaria        | Peter Attinger Junior, Bernhard Attinger, Mattias Neuenschwander, Jürg Geiler |
| Szwecja           | Jan Ullsten, Tom Berggren, Anders Grahn, Roger Bredin                         |
| Włochy            | Renato Ghezze, Lino Mariani Maier, Roberto Zangara, Andrea Pavani             |

## Wyniki

### Klasyfikacja końcowa
| # | Kraj              |
| - | ----------------- |
| 1 | Stany Zjednoczone |
| 2 | Szwecja           |
| 3 | Szwajcaria        |
| 4 | Kanada            |
| 5 | Dania             |
|   | Francja           |
|   | RFN               |
| 8 | Szkocja           |
| 9 | Norwegia          |
|   | Włochy            |

### Finał
|         | Wynik  |                   |
| ------- | ------ | ----------------- |
| Szwecja | 4 - 11 | Stany Zjednoczone |

### Półfinał
|            | Wynik |                   |
| ---------- | ----- | ----------------- |
| Szwajcaria | 2 - 3 | Stany Zjednoczone |
| Szwecja    | 8 - 7 | Kanada            |

### Round Robin
| Sesja |                   | Wynik  |            |
| ----- | ----------------- | ------ | ---------- |
| 1     | Stany Zjednoczone | 10 - 4 | Dania      |
|       | Norwegia          | 3 - 7  | Kanada     |
|       | Szwajcaria        | 6 - 5  | Francja    |
|       | Szkocja           | 3 - 6  | Włochy     |
|       | Szwecja           | 4 - 3  | RFN        |
| 2     | Włochy            | 2 - 11 | RFN        |
|       | Francja           | 5 - 7  | Szkocja    |
|       | Stany Zjednoczone | 8 - 4  | Norwegia   |
|       | Szwajcaria        | 6 - 2  | Szwecja    |
|       | Dania             | 2 - 11 | Kanada     |
| 3     | Norwegia          | 4 - 8  | Szkocja    |
|       | Stany Zjednoczone | 6 - 10 | RFN        |
|       | Dania             | 7 - 10 | Szwecja    |
|       | Kanada            | 9 - 2  | Francja    |
|       | Szwajcaria        | 10 - 2 | Włochy     |
| 4     | Stany Zjednoczone | 7 - 3  | Kanada     |
|       | Norwegia          | 2 - 6  | Szwajcaria |
|       | Francja           | 3 - 7  | RFN        |
|       | Dania             | 8 - 7  | Włochy     |
|       | Szkocja           | 3 - 8  | Szwecja    |
| 5     | Dania             | 4 - 5  | Francja    |
|       | Kanada            | 3 - 2  | Szkocja    |
|       | Norwegia          | 8 - 7  | Włochy     |
|       | Stany Zjednoczone | 4 - 5  | Szwecja    |
|       | Szwajcaria        | 6 - 4  | RFN        |
| 6     | Kanada            | 3 - 5  | Szwajcaria |
|       | Włochy            | 2 - 9  | Szwecja    |
|       | Dania             | 4 - 3  | Szkocja    |
|       | Norwegia          | 7 - 5  | RFN        |
|       | Stany Zjednoczone | 12 - 2 | Francja    |
| 7     | Francja           | 7 - 5  | Szwecja    |
|       | Szkocja           | 3 - 5  | RFN        |
|       | Stany Zjednoczone | 4 - 5  | Szwajcaria |
|       | Kanada            | 8 - 4  | Włochy     |
|       | Dania             | 5 - 4  | Norwegia   |
| 8     | Szwajcaria        | 13 - 5 | Szkocja    |
|       | Norwegia          | 7 - 12 | Francja    |
|       | Kanada            | 5 - 2  | Szwecja    |
|       | Dania             | 7 - 6  | RFN        |
|       | Stany Zjednoczone | 9 - 2  | Włochy     |
| 9     | Norwegia          | 3 - 4  | Szwecja    |
|       | Dania             | 5 - 11 | Szwajcaria |
|       | Francja           | 13 - 8 | Włochy     |
|       | Stany Zjednoczone | 8 - 2  | Szkocja    |
|       | Kanada            | 7 - 1  | RFN        |